# Pachyrhabda citrinacma
Pachyrhabda citrinacma is een vlinder uit de familie Stathmopodidae. De wetenschappelijke naam van de soort is voor het eerst geldig gepubliceerd in 1936 door Meyrick.